# La Veuve Couderc (film)
Cet article concerne le film. Pour le roman, voir La Veuve Couderc. Pour le nom, voir Couderc.
Pour plus de détails, voir Fiche technique et Distribution.
La Veuve Couderc est un drame psychologique italo-français réalisé par Pierre Granier-Deferre, sorti en 1971. Il s’agit de l’adaptation du roman homonyme de Georges Simenon.

## Synopsis
À l'été 1934, un jeune inconnu (Alain Delon) arrive dans un village et se fait engager comme ouvrier agricole dans la ferme de la veuve Couderc (Simone Signoret). Cette maîtresse-femme est en butte à une belle-famille haineuse, qui ne l'a jamais acceptée et souhaite récupérer la ferme. La veuve s'éprend silencieusement du jeune homme. Mais ce dernier noue une relation avec Félicie (Ottavia Piccolo), la jeune nièce de la veuve, déjà mère d'un enfant naturel. Il admire toutefois la détermination de la veuve, auprès de qui il se sent bien. Mais c'est un criminel nommé Jean Lavigne, évadé du bagne. La police est prévenue par la belle-famille de la veuve, qui saisit là l'occasion d'assouvir sa vengeance. La ferme est encerclée. Jean meurt sous les balles, de même que son éphémère patronne.
Texte de fin : « En 1922, Jean Lavigne, fils du physicien Étienne Lavigne, avait abattu, au cours d'une réception officielle, deux hautes personnalités. Au Président du Tribunal qui lui demandait les raisons de son acte, il avait répondu : j'en avais assez. »

## Fiche technique
Sauf indication contraire, les informations mentionnées dans cette section peuvent être confirmées par la base de données cinématographiques Unifrance,  présente dans la section « Liens externes ».
- Titre original : La Veuve Couderc
- Titre italien : L'evaso
- Réalisation : Pierre Granier-Deferre ; Philippe Lefebvre (assistant réalisateur)
- Scénario : Pascal Jardin
- Décors : Charles Mérangel et Jacques Saulnier
- Costumes : Jacques Cottin
- Photographie : Walter Wottitz
- Son : Jean Labussière
- Montage : Jean Ravel
- Musique : Philippe Sarde
- Production : Raymond Danon ; Maurice Jacquin (associé)
- Sociétés de production : Lira Films ; Pegaso Cinematografica (coproduction)
- Société de production : C.F.D.C. (France) ; Produzioni Atlas Consorziate (Italie)
- Studios : Paris-Studios-Cinéma (Studios de Billancourt)
- Pays d’origine :  France /  Italie
- Langue originale : français
- Format : couleur - 1,66:1 - son Mono
- Genre : drame psychologique
- Durée : 92 minutes
- Dates de sortie :
  - France : 13 octobre 1971
  - Italie : 2 décembre 1971 (à Milan)
- Affiche : René Ferracci (France)

## Distribution
- Simone Signoret : Tati Couderc
- Alain Delon : Jean Lavigne
- Ottavia Piccolo : Félicie
- Jean Tissier : Henri Couderc
- Monique Chaumette : Françoise
- Boby Lapointe : Désiré
- Pierre Collet : le commissaire Mallet
- François Valorbe : le colonel Luc de Mortemont
- Jean-Pierre Castaldi : l’inspecteur
- Robert Favart : le préfet
- André Rouyer : le gendarme

## Production

### Tournage

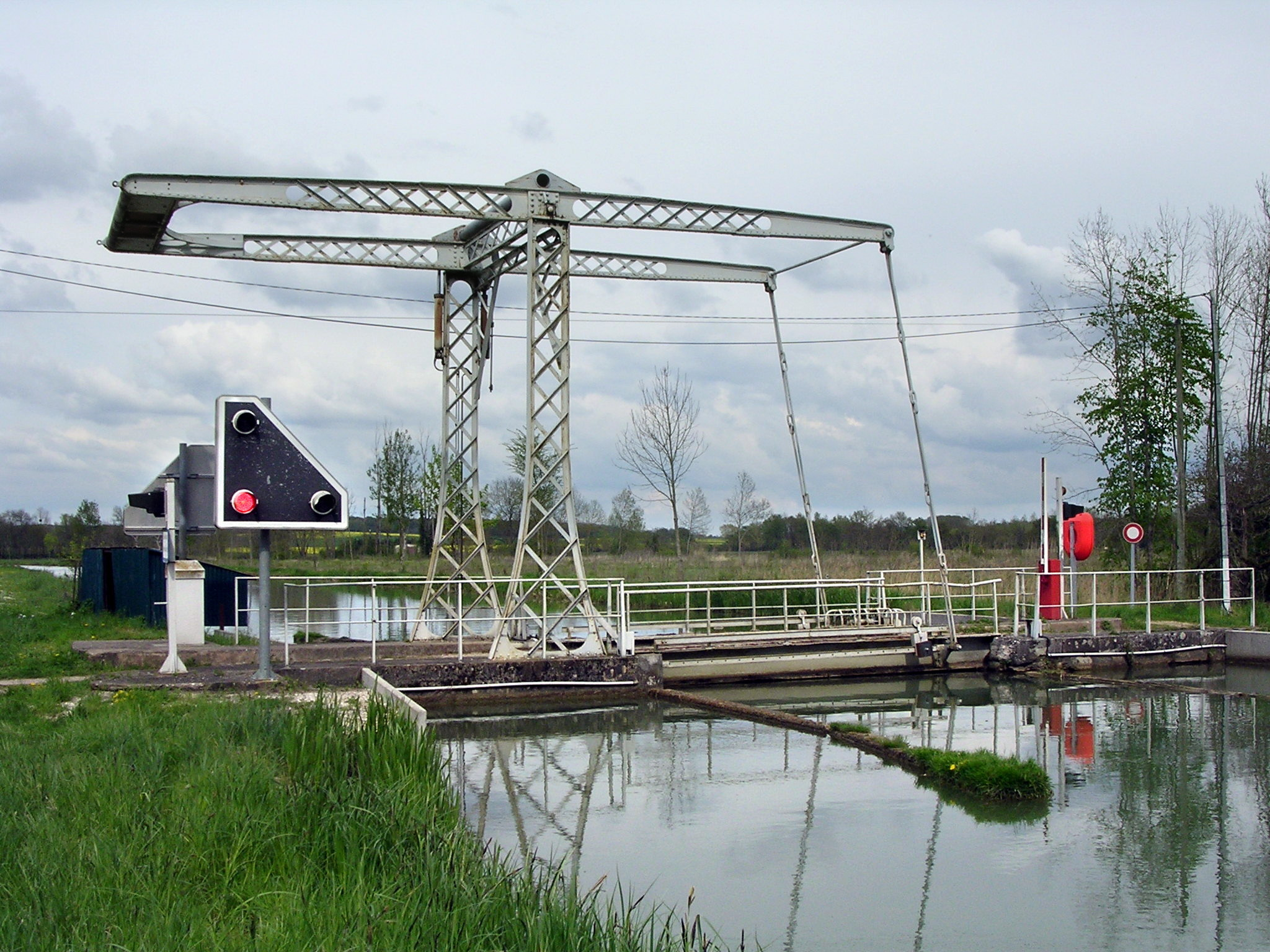
Le pont-levis de Cheuge.

Le tournage a lieu du 26 mai au 27 juillet 1971, à Cheuge en Côte-d'Or, à la ferme Boussageon située près du pont-levis qui enjambe le canal entre Champagne et Bourgogne, ainsi qu'à Gray en Haute-Saône et à Dole dans le département du Jura.

### Musique
Juste après Le Chat, le réalisateur Pierre Granier-Deferre reprend Philippe Sarde pour composer la musique du film :
- La Veuve Couderc (02:39)
- Canal et Solitude (01:01)
- Menace / La couveuse (01:34)
- Le bal (03:04)
- Les gendarmes (00:52)
- Péniche New Orleans (02:30)
- Abandon (01:56)
- L'assaut (01:17)
- Fugitif (01:18)
- La séparation (01:24)

## Accueil

### Sortie
Le film sort le 13 octobre 1971 en France.

### Box-office
La première semaine, le film reste à la première place du box-office avec 81 562 spectateurs dans douze salles parisiennes. Il compte au total 700 000 entrées dans la banlieue parisienne, et 2 000 000 en France.

## Distinction
- Grand prix du cinéma français en 1972